# Mosteiro (Palas de Rey)
Mosteiro (llamada oficialmente Santiago de Mosteiro de Devesa) es una parroquia y una aldea española del municipio de Palas de Rey, en la provincia de Lugo, Galicia.

## Otras denominaciones
La parroquia también es conocida por el nombre de Santiago de Mosteiro.

## Organización territorial
La parroquia está formada por ocho entidades de población, constando siete de ellas en el nomenclátor del Instituto Nacional de Estadística español:

### Entidades de población
Entidades de población que forman parte de la parroquia:
- A Torre
- Castro
- Mosteiro (Mosteiro de Devesa)
- San Martiño
- Vilaseñor

### Despoblados
Despoblados que forman parte de la parroquia:
- A Veiga
- Pena Mouril
- Vilachá

## Demografía

### Parroquia
| Gráfica de evolución demográfica de Mosteiro (parroquia) entre 2000 y 2020 |
|                                                                            |
| Datos según el nomenclátor publicado por el INE.                           |

### Aldea
| Gráfica de evolución demográfica de Mosteiro (aldea) entre 2000 y 2020 |
|                                                                        |
| Datos según el nomenclátor publicado por el INE.                       |